# کا-۱۱
کا-۱۱ (به انگلیسی: Kawanishi_K-11) یک هواگرد ملخ‌پیشین تک‌موتوره از نوع هواپیمای جنگنده ساخت شرکت Kawanishi Aircraft Company است. هواگرد کا-۱۱ نخستین پروازش را در ۱۹۲۷ میلادی انجام داد. در مجموع، تعداد ۲ فروند از این هواگرد ساخته شده‌است.